# Siempre (álbum de Il Divo)
Siempre, publicado en el 2006, es el tercer álbum de estudio de Il Divo, grupo musical internacional que interpreta temas de crossover clásico.  
 El grupo está comprendido por un cuarteto vocal de cantantes masculinos: el tenor suizo Urs Bühler, el barítono español Carlos Marín, el tenor estadounidense David Miller y el cantante pop francés Sébastien Izambard.
El álbum se convirtió en el número #1 en las listas de 10 países alrededor del mundo, entre ellos España, donde fue Triple Platino,  y alcanzó puestos por encima de la posición #5 en diferentes países.

## Lanzamiento
El disco se publicó en el mercado el 21 de noviembre de 2006 en Estados Unidos y Canadá.
El 27 de noviembre de 2006 se publicó en Europa y en el resto del mundo.
El 16 de enero de 2007 Il Divo comenzó la gira de presentación de su último disco en Asia, pasando luego por Australia y por primera vez por Latinoamérica recorriendo cinco países (México, Colombia, Chile, Argentina y Venezuela) en siete conciertos que fueron un rotundo éxito. Luego continúan su gira por Norteamérica para llegar a Europa en primavera, arrancando en Valencia el 28 de abril con un concierto especial con motivo de la 32.ª America's Cup.

## Grabación
El álbum se grabó junto los productores Quiz & Larossi, Per Magnusson, David Kreuger y Steve Mac entre Estocolmo, Londres y Dublín. 
Las canciones del disco se grabaron en los estudios:
- A Side Studios, de Estocolmo, Suecia.[1]
- Air Studios, de Londres, Inglaterra.[1]
- EMI Abbey Road Studios, Londres, Inglaterra.[1]
- Sveruges Radio Studios, Estocolmo, Suecia.[1]
- WindMill Lane Studios, de Dublín, Irlanda.[1]

## Temas
Las canciones en este álbum incluye once temas, tanto versionadas como originales de Il Divo; «Notte Di Luce (Nights in White Satin)» de la original «The Moody Blues», «Caruso», «Desde El Día Que Te Fuiste (Without You)», «Somewhere», «Amor venme a buscar», «Por ti seré», «Música» original de John Miles, «Una Noche», «Un regalo que te dio la vida» original de Bryan Adams y las canciones inéditas de «La Vida Sin Amor» y «Come Primavera». 

### Sencillos
- Notte Di Luce (Nights in White Satin)
- Desde El Día Que Te Fuiste (Without You)

### Lista de temas
| Siempre |                                                                      |                                                                                            |          |  |
| N.º     | Título                                                               | Escritor(es)                                                                               | Duración |  |
| 1.      | «Notte Di Luce (Nights in White Satin)»                              | Mario Frangoulis, Justin Hayward                                                           | 4:18     |  |
| 2.      | «Caruso»                                                             | Lucio Dalla                                                                                | 3:56     |  |
| 3.      | «Desde el día que te fuiste (Without You)»                           | Peter Ham, Tom Evans                                                                       | 3:51     |  |
| 4.      | «Come Primavera»                                                     | Cheope, Janson, David Kreuger, Per Magnusson                                               | 3:50     |  |
| 5.      | «Un regalo que te dio la vida (Have You Ever Really Loved a Woman?)» | Bryan Adams, Michael Kamen, Robert John "Mutt" Lange, Pérez                                | 4:39     |  |
| 6.      | «La Vida Sin Amor»                                                   | Pititi, Carlos Andrés Alcaraz, David Kreuger, Matteo Saggese, Pablo Pinilla, Per Magnusson | 3:39     |  |
| 7.      | «Una Noche»                                                          | Kotecha, Andreas Romdhane y Josef Larossi                                                  | 4:12     |  |
| 8.      | «Por ti seré (You Raise Me Up)»                                      | Brendan Graham, Rolf Løvland                                                               | 4:02     |  |
| 9.      | «Amor venme a buscar»                                                | Steve Mac, Pérez, John Reid                                                                | 4:14     |  |
| 10.     | «Música»                                                             | John Miles                                                                                 | 3:59     |  |
| 11.     | «Somewhere» (Tema extra)                                             | Leonard Bernstein, Stephen Sondheim                                                        | 3:30     |  |
| 44:10   |                                                                      |                                                                                            |          |  |

## Personal

### Il Divo
- Carlos Marín
- Sébastien Izambard
- David Miller
- Urs Bühler

### Adicional
- Fredrik Andersson: Ingeniero, Mezclas
- Dave Arch: Piano, Arreglos orquestales
- Chris Barrett: Ingeniero asistente
- Mats Berntoft: Guitarra (Acústica), Guitarra (Eléctrica)
- Matt Brooke: Artwork
- Michel Comte: Fotografía
- Andrew Dudman: Ingeniero
- Geoff Foster: Ingeniero
- Paul Gendler: Guitarra
- Henrik Janson: Guitar (Acoustic), Conductor, Arreglos orquestales
- Ulf Janson: Conductor
- Chippe Karlosson: Percusión, Programación
- Frizzy Karlsson: Guitarra
- David Kreuger: Percusión, Adaptación, Teclados, Programación, Productor
- Chris Laws: Tambores, Ingeniero
- Thomas Lindberg: Bajo
- Gustave Lund: Percusión, Programación
- Steve Mac: Sintetizador, Adaptación, Productor, Arreglos Vocales
- Per Magnusson: Sintetizador, Adaptación, Teclados, Programación, Productor
- Armando Manzanero: Adaptación
- Scrap Marshall: Ingeniero asistente
- Lee McCutcheon: Ingeniero
- Vlado Meller: Mastering
- John Miles: Piano
- Andrew Powell: Conductor, Arreglos orquestales
- Daniel Pursey: Ingeniero, Asistente
- Ren Swan: Ingeniero, Mezclas
- David Wickström: Guitarra (Acústica), Percusión, Programación

## Posición en las listas y certificaciones
| País                         | Premios        | Posición |
| España                       | Triple Platino | #1       |
| Reino Unido                  | Doble Platino  | #1       |
| Australia                    | Doble Platino  | #2       |
| México                       | Platino        | #1       |
| Eslovenia                    | Platino        | #1       |
| Portugal                     | Platino        | #2       |
| Estados Unidos               | Platino        | #6       |
| Bélgica                      | Oro            | #2       |
| Nueva Zelanda                | Oro            | #3       |
| Argentina                    | Oro            | #8       |
| Países Bajos                 |                | #1       |
| Hong Kong                    |                | #1       |
| Singapur                     |                | #1       |
| Corea del Sur                |                | #1       |
| Suiza                        |                | #1       |
| Tailandia                    |                | #1       |
| Canadá                       |                | #2       |
| Finlandia                    |                | #2       |
| Noruega                      |                | #2       |
| Taiwán                       |                | #2       |
| Venezuela                    |                | #2       |
| Irlanda                      |                | #3       |
| Dinamarca                    |                | #4       |
| Suecia                       |                | #4       |
| Japón (Artistas Extranjeros) |                | #8       |
| Austria                      |                | #9       |
| Colombia                     |                | #10      |
| Francia                      |                | #10      |
| Alemania                     |                | #22      |
| Italia                       |                | #58      |